# 215841 Čimelice
(215841) Čimelice, denumire internațională (215841) Cimelice, este un asteroid din centura principală de asteroizi.

## Descriere
215841 Čimelice este un asteroid din centura principală de asteroizi. A fost descoperit pe 6 februarie 2005 la Observatorul Kleť, în cadrul proiectului KLENOT. Asteroidul prezintă o orbită caracterizată de o semiaxă mare de 2,33 ua, o excentricitate de 0,14 și o înclinație de 2,6° în raport cu ecliptica.